# Tatsuki Katayama
Pour les articles homonymes, voir Katayama.
Tatsuki Katayama (片山 立規, Katayama Tatsuki) (né le 26 janvier 1973 sur l'île d'Hokkaidō au Japon) est un joueur professionnel japonais de hockey sur glace.

## Carrière de joueur
Il passe toute sa carrière comprise en 1992 et 2001 avec le Kokudo Keikaku HC dans son pays natal, le Japon.
Il représente à quatre reprises son pays lors de compétitions internationales dont les Jeux olympiques d'hiver de 1998 tenu à Nagano.

## Statistiques

### En club
| Saison    | Équipe            | Ligue |    | Saison régulière | Saison régulière | Saison régulière | Saison régulière | Saison régulière |   | Séries éliminatoires | Séries éliminatoires | Séries éliminatoires | Séries éliminatoires | Séries éliminatoires |
| Saison    | Équipe            | Ligue | PJ | B                | A                | Pts              | Pun              | PJ               | B | A                    | Pts                  | Pun                  |                      |                      |
| 1992-1993 | Kokudo Keikaku HC | Japon | 29 | 4                | 5                | 9                | 14               |                  |   |                      |                      |                      |                      |                      |
| 1993-1994 | Kokudo Keikaku HC | Japon | 30 | 6                | 10               | 16               | 26               |                  |   |                      |                      |                      |                      |                      |
| 1994-1995 | Kokudo Keikaku HC | Japon | 29 | 3                | 1                | 4                | 61               |                  |   |                      |                      |                      |                      |                      |
| 1995-1996 | Kokudo Keikaku HC | Japon | 40 | 6                | 12               | 18               | 48               |                  |   |                      |                      |                      |                      |                      |
| 1996-1997 | Kokudo Keikaku HC | Japon | 29 | 3                | 5                | 8                | 28               |                  |   |                      |                      |                      |                      |                      |
| 1997-1998 | Kokudo Keikaku HC | Japon | 10 | 0                | 2                | 2                | 10               |                  |   |                      |                      |                      |                      |                      |
| 1998-1999 | Kokudo Keikaku HC | Japon | 40 | 4                | 6                | 10               | 54               |                  |   |                      |                      |                      |                      |                      |
| 1999-2000 | Kokudo Keikaku HC | Japon |    |                  |                  |                  |                  |                  |   |                      |                      |                      |                      |                      |
| 2000-2001 | Kokudo Keikaku HC | Japon |    |                  |                  |                  |                  |                  |   |                      |                      |                      |                      |                      |

### En équipe nationale
| Année | Équipe | Compétition          |   | PJ | B | A | Pts | Pun          |  | Résultats |
| 1998  | Japon  | Jeux olympiques      | 4 | 0  | 0 | 0 | 4   | 13e position |  |           |
| 1999  | Japon  | Championnat du monde | 3 | 0  | 0 | 0 | 0   | 16e position |  |           |
| 2000  | Japon  | Championnat du monde | 6 | 0  | 0 | 0 | 4   | 16e position |  |           |
| 2001  | Japon  | Championnat du monde | 6 | 0  | 0 | 0 | 2   | 16e position |  |           |